# Emil Erndtmann

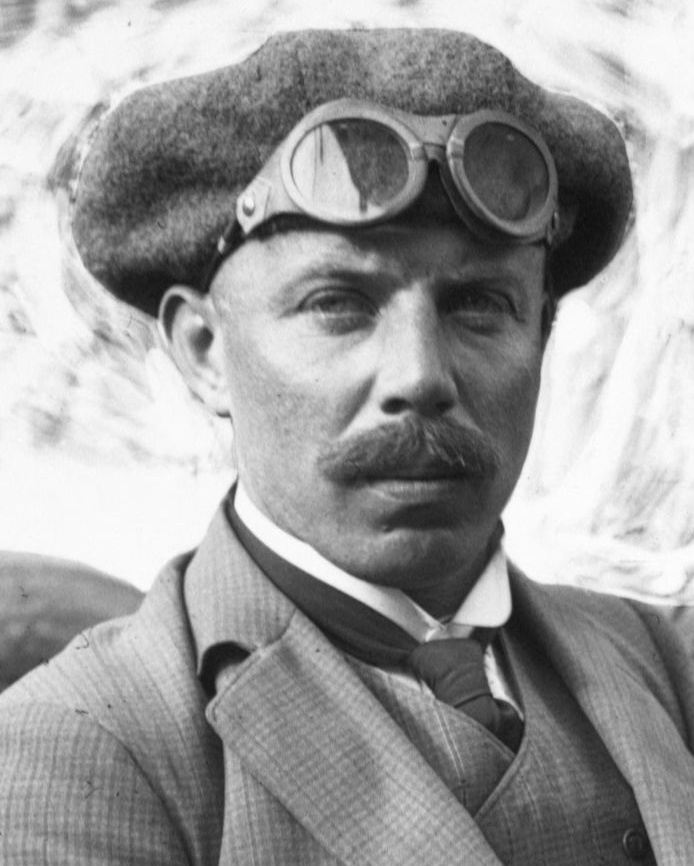
Emil Erndtmann, 1914

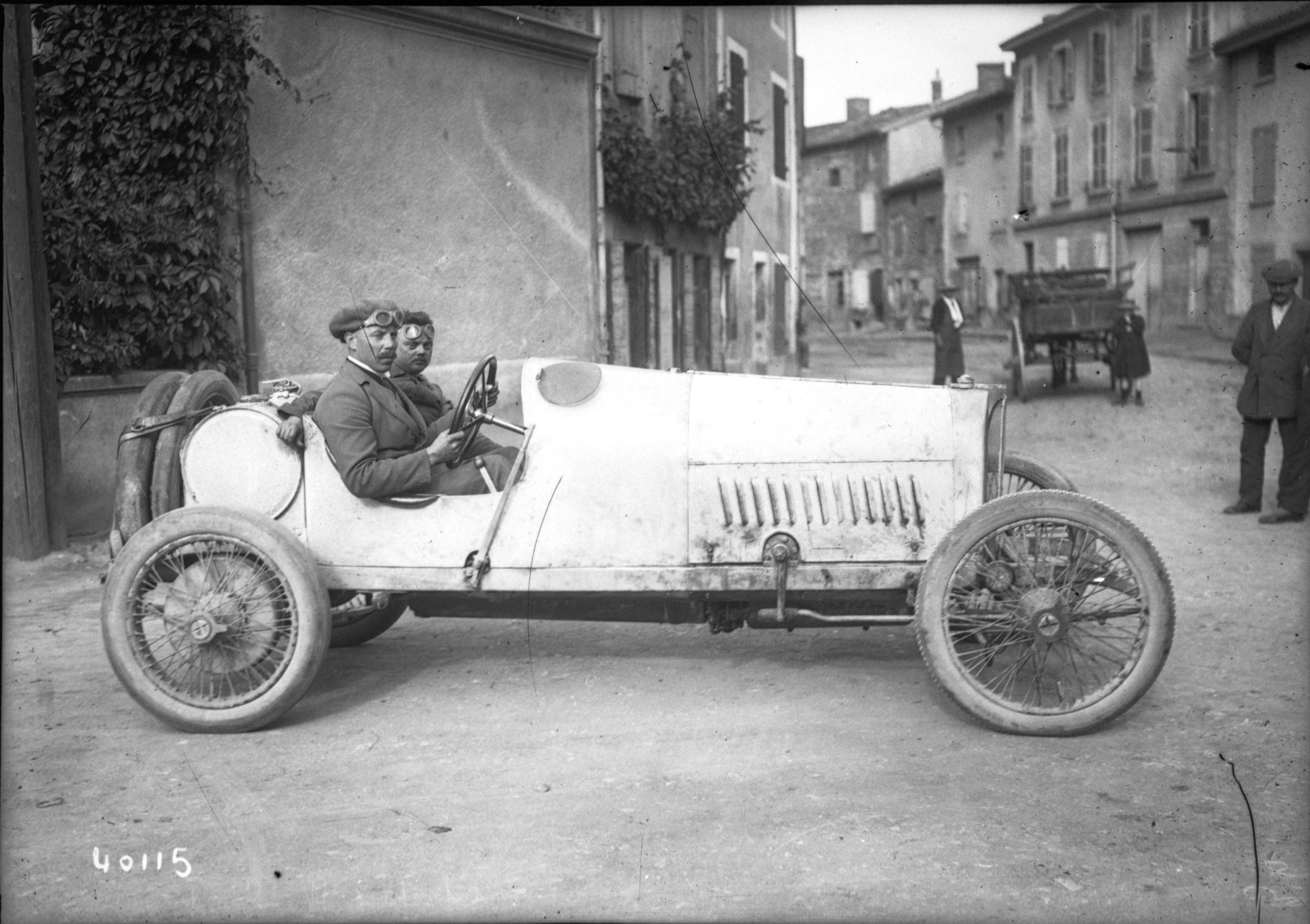
Emil Erndtmann beim Großen Preis von Frankreich 1914

Emil Erndtmann (auch Emile Erndtmann; bl. 1910er-Jahre) war ein deutscher Automobilrennfahrer.
Erndtmann startete am 4. Juli 1914 beim Großen Preis von Frankreich, der auf dem etwa 37,6 km langen Circuit de Lyon ausgetragen wurde, für Opel. Er pilotierte im Werksteam neben dem Nummer-1-Fahrer Carl Jörns und Franz Breckheimer einen weiß lackierten Opel Grand Prix Rennwagen mit 4,5-Liter-Reihen-Vierzylindermotor.
Erndtmann schied – wie sein Teamkollege Breckheimer auch – in der neunten Runde des bei großer Hitze über 20 Umläufe und somit etwa 750 km führenden Rennens aus nicht genau überliefertem Grund (durch Unfall oder technischen Defekt) aus. Das Rennen, das im Nachhinein oft als der größte Grand Prix aller Zeiten bezeichnet wurde, endete mit einem Dreifachsieg der Mercedes-Piloten Christian Lautenschlager, Louis Wagner und Otto Salzer. Nur wenige Wochen später wurde ganz Europa vom Ersten Weltkrieg erfasst, womit der Großen Preis von Frankreich 1914 heute als auch das Ende des „heroischen Zeitalters“ im Automobilsport gilt.